# Old Lions Still Roar
Old Lions Still Roar (engl.: Alte Löwen brüllen noch) ist das erste Soloalbum des walisischen Gitarristen Phil Campbell. Es wurde am 25. Oktober 2019 über Nuclear Blast veröffentlicht.

## Entstehung
Bereits seit 1999 hatte der langjährige Motörhead-Gitarrist Phil Campbell die Idee zu seinem Soloalbum. Diese konnte er jedoch aufgrund des engen Terminplans seiner damaligen Band nie verwirklichen. Erst als sich Motörhead durch den Tod des Sängers Lemmy Kilmister auflösten fand Campbell die nötige Zeit, seine Idee umzusetzen. Bereits Anfang der 2010er Jahre richtete er in seinem Haus ein Tonstudio ein und sammelte über die Jahre Riffs und Licks. Etwa im Jahre 2016 begannen die Aufnahmen, die ohne Zeitdruck vonstattengingen. Phil Campbell legte Wert darauf, zehn unterschiedlich klingende Lieder zu schreiben, die nichts mit seiner alten Band Motörhead zu tun haben.
Die fertigen Songideen schickte Campbell dann an verschiedene Musiker, die er gerne als Gäste auf seinem Album haben wollte. Dabei erhielt er nur Zusagen. Neben seinen drei Söhnen, mit denen er die Band Phil Campbell and the Bastard Sons betreibt, wirken als Gäste Größen der Metal- und Hard-Rock-Szene wie Rob Halford (Judas Priest), Alice Cooper oder Dee Snider (Twisted Sister), aber auch Musiker aus dem Pop-Bereich wie Mark King (Level 42) mit. Die Texte hat Phil Campbell den jeweiligen Sänger überlassen. Leon Stanford führte mit Campbell ein Interview und schrieb einen Text über dessen Anfangstage im Musikgeschäft. Dee Snider hingegen schrieb bei These Old Boots über all die am Projekt beteiligten alten Musiker, die nach langer Zeit immer noch im Geschäft sind.
Seinen ehemaligen Motörhead-Kollegen Mikkey Dee wollte Phil Campbell nicht dabei haben, um sich mit seinem Soloalbum von seiner Vergangenheit zu lösen. Außerdem ging Campbell davor aus, dass Dee mit seiner neuen Band Scorpions zu beschäftigt wäre und keine Zeit für ihn haben würde. Auch seinen anderen ehemaligen Motörhead-Kollegen Lemmy Kilmister hätte Phil Campbell nicht auf seinem Soloalbum haben wollen, wenn er noch am Leben gewesen wäre. Beide haben in der Vergangenheit so viele Songs zusammen gemacht, aber Campbell wollte etwas anderes machen.
Produziert wurde das Album von Todd Campbell, während Soren Anderson das Album abmischte. Der Albumtitel geht auf einen von Phil Campbells Söhnen zurück, der Old Lions Still Roar einst als Songtitel vorschlug. Laut Phil Campbell würde der Titel perfekt zum Soloalbum passen, da „viele alte Säcke“ dabei wären. Für das Lied These Old Boots wurde ein animiertes Musikvideo veröffentlicht. Für das Lied Swing It erschien noch ein Lyric Video.

## Titelliste
Phil Campbell spielt bei jedem Lied Gitarre. Abkürzungen: v = Gesang, g = Gitarre, b = Bass, k = Keyboard, d = Schlagzeug.
| Nr. | Titel                        | Besetzung                                                                              | Länge |
| --- | ---------------------------- | -------------------------------------------------------------------------------------- | ----- |
| 1   | Rocking Chair                | Leon Stanford (v), Todd Campbell (g), Will Davies (b)                                  | 4:24  |
| 2   | Straight Up                  | Rob Halford (v), Tyla Campbell (b), Dane Campbell (d)                                  | 4:28  |
| 3   | Faith in Fire                | Ben Ward (v), Tim Atkinson (b), Robin Griffith (d)                                     | 3:53  |
| 4   | Swing It                     | Alice Cooper (v), Chuck Garric (b), Dane Campbell (d)                                  | 3:51  |
| 5   | Left for Dead                | Nev MacDonald (v), Tyla Campbell (g), Mark King (b), Dane Campbell (d), Danny Owen (k) | 5:23  |
| 6   | Walk the Talk                | Danko Jones (v), Nick Oliveri (b), Ray Luzier (d)                                      | 3:57  |
| 7   | These Old Boots              | Dee Snider (v), Todd Campbell (g), Mick Mars (g), Chris Fehn (d)                       | 5:05  |
| 8   | Dancing Dogs (Love Survives) | Whitfield Crane (v), Tyla Campbell (b), Dane Campbell (d)                              | 3:26  |
| 9   | Dead Roses                   | Benji Webbe (v), Will Davies (b), Matt Sorum (d)                                       | 4:00  |
| 10  | Tears from a Glass Eye       | Joe Satriani (g)                                                                       | 2:41  |

## Rezeption

### Rezensionen
Laut Holger Stratmann vom deutschen Magazin Rock Hard unterscheidet sich Phil Campbells Soloalbum „nur in Nuacen von seinem Bastard Sons-Familienclan“. Lieder wie Swing It oder These Old Boots hätten auch „auf einem Motörhead-Album eine gute Figur gemacht“, während das Lied Rocking Chair das „Zeug zum Radio-Hit hätte“. Allerdings wären die beiden Balladen eher „zum Gähnen“. Stratmann vergab 7,5 von zehn Punkten. Frank Thiessies vom deutschen Magazin Metal Hammer schrieb, dass es „ironischerweise nicht die Songs mit den ganz großen Namen sind, die am meisten bewegen“, wobei These Old Boots mit Dee Snider eine Ausnahme bildet. Neben Leon Stanford würden Nev MacDonald, Whitfield Crane und Benji Webbe überzeugen. Thiessies vergab 4,5 von sieben Punkten.

### Chartplatzierungen
Old Lions Still Roar belegte Platz 43 der deutschen Albumcharts. In der Schweiz erreichte das Album Platz 34 und im Vereinigten Königreich Platz 75.

### Auszeichnungen
Bei den vom Radiosender Planet Rock vergebenen Musikpreis The Rocks 2020 wurde Old Lions Still Roar in der Kategorie bestes britisches Album und These Old Boots in der Kategorie beste britische Single nominiert.